# KAI KUH-1 Surion
Il KAI KUH-1 Surion è un elicottero medio, bi-turbina a singolo rotore, multiruolo o da assalto, prodotto dall'azienda coreana KAI in collaborazione con Eurocopter.

## Storia del progetto
Nel 2005 il governo coreano affido alla Korea Aerospace Industries (KAI),  alla Agency for Defense Development (ADD) e al Korea Aerospace Research Institute (KARI) lo sviluppo di un nuovo elicottero che fosse in grado di sostituire gli elicotteri statunitensi UH-1H e MD 500, in quel momento presenti in numerosi esemplari nell'organico dello Daehanminguk Yuk-gun, l'esercito della Repubblica di Corea. Nonostante furono studiate alcune bozze, le carenze della Corea del Sud nel campo elicotteristico erano evidenti. In virtù di quest'ultimo aspetto, nel 2006 fu firmato un accordo industriale tra KAI, ADD e KARI con il produttore europeo Eurocopter, affinché questo fornisse assistenza a quello che allora veniva chiamato KHP (Korea Helicopter Project).
Nel 2006, l'ADD lanciò la fase di ricerca e sviluppo del KHP per circa 1,3 trilioni di won (1,2 miliardi di dollari). Sviluppo finanziato per l'84% dal governo sudcoreano e per il restante 16% da Korea Aerospace Industries (KAI) ed Eurocopter.
Nel giugno 2008, KAI annunciò che il primo prototipo del KUH sarebbe stato presentato il mese successivo e che i test a terra sarebbero verso la fine dello stesso anno, e che prevedeva di far volare il primo prototipo nel 2010 e di consegnare il primo esemplare di serie nel 2013.
Ad Agosto 2009, il primo prototipo fu rivelato dal presidente Lee Myung-bak durante una cerimonia di presentazione a Sacheon.
Il 10 marzo 2010, KAI annunciò che il primo prototipo del Surion si era alzato in volo per la prima volta. Nel maggio 2010, dopo tre mesi di test di volo, il prototipo eseguì la sua prima dimostrazione di volo in pubblico. Nel gennaio 2011, Eurocopter e KAI costituirono una joint venture, la KAI-EC, volta alla commercializzazione del Surion per l'esportazione; all'epoca, infatti, si prevedeva che entro il 2021 sarebbero state vendute 250-300 unità in tutto il mondo.
Le consegne dei primi Surion di serie sono iniziate a dicembre 2012, mentre da febbraio a marzo 2013 furono completati anche una serie di test a basse temperature, svoltesi in Alaska.

### Tecnica
Lungo 19 metri, alto 4,5 metri, il Surion ha un peso a vuoto di 5136 kg ed un peso massimo al decollo di 8709 Kg.
La motorizzazione è assicurata da 2 turbine Samsung T700-701K (versione costruita su licenza dalla Samsung della statunitense General Electric T700) da 1408 KW di potenza ciascuna, che permettono all'elicottero di raggiungere una velocità massima di 290 Km/h. Vari elementi della trasmissione sono prodotti da Airbus Helicopters, e gli scarichi dei motori sono dotati di grandi soppressori di infrarossi, simili a quelli usati sull'Eurocopter EC 725.
Il Surion è dotato di vari sistemi che peemettono di contenere i danni dando al velivolo maggiori possibilità di sopravvivenza. Sia la cellula che la cabina di pilotaggio hanno una corazzatura volta a difendere l'equipaggio dal fuoco di armi leggere. La cellula, pale del rotore principale e del rotore di coda sono state costruite per essere resistenti agli urti; vengono utilizzati anche serbatoi di carburante corazzati anti-esplosione.
Esso è dotato di vari sistemi di protezione elettronica: un sistema di contromisure (CMDS), un ricevitore RWR) e un ricevitore di avvertimento laser (LWR). I sistemi di navigazione e di comunicazione sono forniti dalla britannica Cobham, mentre il visore montato sul casco dei piloti, l'HMD, che consente all'equipaggio di condurre operazioni diurne e notturne è fornito dall'israeliana Elbit Systems.
Il KUH-1 Surion, in configurazione utility può trasportare un equipaggio di 4 persone (due piloti e due armieri nella zona della cabina principale) più nove soldati. È stato progettato per essere come elicottero multiruolo e può svolgere vari compiti e ruoli, come trasporto militare, sorveglianza aerea, ricerca e soccorso, supporto marittimo, antincendio aereo e per usi civili.

### Primi ordini per l'esportazione
Il 23 dicembre 2024, la KAI annunciò di aver firmato con il Governo dell'Iraq un accordo da 94 milioni di dollari (136 miliardi di won) per esportare in Iraq un numero non reso noto di KUH-1 Surion. In base all'accordo, gli elicotteri sarebbero stati forniti insieme a un pacchetto logistico completo entro il marzo del 2029.

## Versioni
Se non diversamente indicato, i dati sono tratti da "koreaaero.com"
- KUH-1: Versione utility per trasporto di truppe, nata per soddisfare le esigenze dell'esercito della Repubblica di Corea (RoKA).
- KUH-1M: Versione da evacuazione medica (MEDEVAC) sviluppata, tra il 2014 ed il 2016, inizialmente per fornire servizi medici di emergenza in tempo di pace e in tempo di guerra, dotata di diverse apparecchiature mediche, verricello esterno e serbatoi ausiliari di carburante.[17] Successivamente adibita anche al Combat Sar, con l'implementazione di radar da ricerca installato nel muso con associato un FLIR e un pod per una mitragliatrice di tipo Gatling ad entrambi i lati dei portelli.
- MUH-1 "Marineon": Variante navale dell'elicottero sviluppato per potenziare le capacità di assalto anfibio del Corpo dei Marine della Corea del Sud. Dotata di rotore principale con pale ripiegabili, cellula basata su materiali anticorrosivi, parabrezza con tergicristalli antipolvere, radio HF ad alta frequenza, serbatoio di carburante ausiliario e un sistema di navigazione aerea TACAN. Può essere armata con missili guidati, missili aria-aria, razzi da 70 mm ed un cannone da 20 mm.[18]
- KUH-1E: Versione utility sviluppata per l'esportazione, dotata suite avionica Garmin G5000H che comprende Display multifunzione intelligente da 12" con touch pad control integrato, miglioramenti alla cellula ed agli interni, agli strumenti di volo, al pilota automatico e agli strumenti di comunicazione. I motori dotati di spinta maggiore, sono dotati di un sistema FADEC.
- KUH-1P: Versione per operazioni antiterrorismo, mantenimento dell'ordine e soccorso in caso di catastrofi, sviluppata per la Korean National Police Agency. Questa è dotata di telecamere EO/IR, WVTS (Wireless Video Transmitter System), faro da ricerca e altoparlanti.
- KUH-1CG: Versione da sorveglianza e ricerca e soccorso, sviluppata per la Guardia Costiera Sudcoreana. Questa è dotata di radar di ricerca, un AIS (Auto Identification System), un verricello esterno e dispositivo anticorrosione per operazioni marittime.
- KUH-1FS: Versione per estinzione degli incendi boschivi e il salvataggio, sviluppata per il Servizio Forestale. Questa è dotata capacità ognitempo, un verricello esterno, faro da ricerca e serbatoio ventrale per l'acqua.
- KUH-1EM: Versione antincendio e per emergenza medica, sviluppata per la ricerca e il salvataggio e il trasporto di pazienti di in gravi condizioni. Questa è dotata di un verricello esterno, faro da ricerca e radar da ricerca meteorologica.
- MAH-1: Versione d'attacco leggero basata sulla versione navale MUH-1 Marineon, e sviluppata per il Corpo dei Marines sudcoreani.[19][20] Dotata di un cannone Gatling da 20 mm e lanciatori per missili guidati.[20]

## Utilizzatori

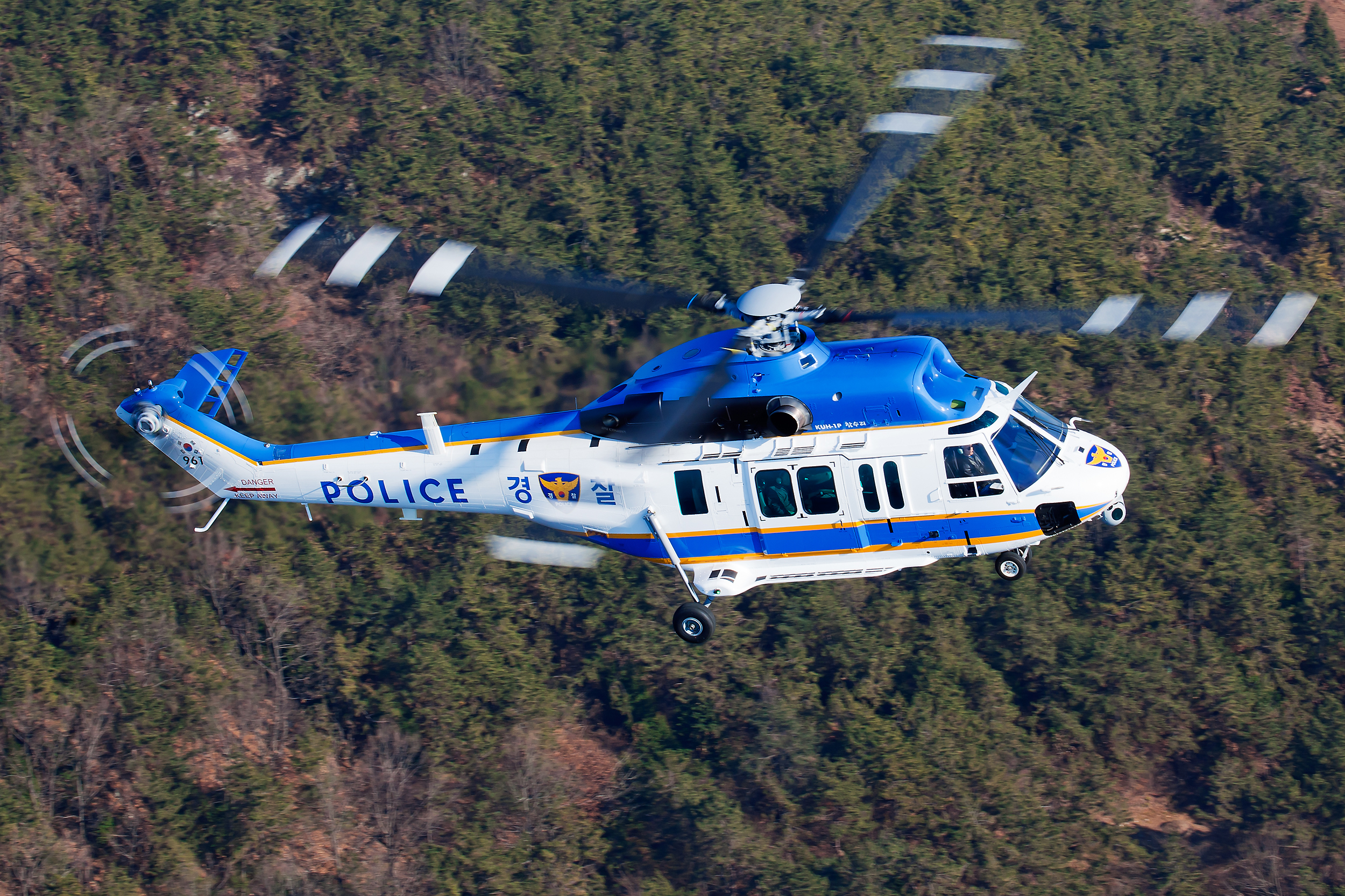
Un KUH-1P Chamsuri della polizia Sud coreana.

### Governativi
Corea del Sud
- Korean National Police Agency

8 KUH-1P ordinati a partire dal 2013. Ulteriori 2 esemplari, che portano il totale a 10, sono stati ordinati nel 2020 e saranno consegnati entro il 2023.
- Korea Forest Service

1 KUH-1FS consegnato a maggio 2019.
- ROK Fire Safety Headquarters

2 KUH-1EM consegnato a maggio 2019.

### Militari
Corea del Sud
- Daehanminguk Yuk-gun

210 KUH-1 ordinati e tutti consegnati al maggio 2024.
 8 KUH-1M da evacuazione medica (MEDEVAC) e CSAR ordinati nel 2018 e tutti consegnati tra il 2019 ed il 9 novembre 2020.
- Daehanminguk Haebyeongdae

30 MUH-1 ordinati, con consegne completate a luglio 2023.
- Haeyang-gyeongchal-cheong

3 KUH-1CG consegnati nel 2019.
 Iraq
- Al-Quwwat al-Barriyya al-ʿIrāqiyya

Numero non precisato di KUH-1 Surion ordinati il 23 dicembre 2024. In base all'accordo, gli elicotteri verranno forniti insieme a un pacchetto logistico completo entro marzo 2029.
 Kirghizistan
- Aeronautica militare del Kirghizistan

2 KUH-1EM acquistati ad aprile 2025 per le operazioni MedEvac e per la lotta antincendio.